# Wie füttert man einen Esel
Wie füttert man einen Esel ist ein deutsches Roadmovie der DEFA von Roland Oehme aus dem Jahr 1974.

## Handlung
Fernfahrer Fred und sein Mitfahrer Orje haben einen Auftrag, der sie von Dresden über die ČSSR nach Bulgarien führt. In Prag kollidiert ihr Schwerlaster mit dem Eiertransporter der jungen Jana. Orje verschluckt bei dem Unfall seine kleine Mundharmonika und muss in ein Krankenhaus eingeliefert werden. Als Ersatz wird Jana durch ihren heimlichen Einsatz statt dem bereits bekannten, aber angeblich an der Hongkong-Grippe erkrankten Pepi zugeteilt und Fred ist wenig begeistert. Beide wechseln sich nun mit dem Fahren ab. Größere Pausen nutzt Fred vor allem, um in verschiedenen Städten seinen zahlreichen Liebschaften einen Besuch abzustatten, über die er in einem kleinen roten Heft Buch führt. Jana gibt sich tough. Als Fred sie jedoch einen schwierigen Gebirgspass hochfahren lässt, bricht sie irgendwann zusammen: Sie sei nur eine Frau, habe vorher noch nie einen Schwerlaster gefahren und er habe sie nur die Abkürzung fahren lassen, weil er gewusst habe, dass sie es nie schaffen würde. Am Ende erreichen beide dennoch ihr Ziel in Bulgarien, wo sie bereits von den Arbeitern eines Chemiewerks in Varna erwartet werden. Die geben abends ihnen zu Ehren ein Fest. Bei dem traditionellen Kusstanz küsst Jana Fred, der jedoch nachts, als sie ihn bittet, ihr Kleid zu öffnen, kläglich versagt. Am nächsten Morgen erhält Jana von den Arbeitern einen kleinen Esel und Jana, Esel und Fred treten die Rückfahrt an.
Fred hat sich geändert. Er besucht eine befreundete Familie, von der Jana nur die Frau zu sehen bekommt und sich in ihrer Ablehnung Freds nur bestätigt fühlt. Als Fred ihr wenig später jedoch Blumen schenkt, kommen sich beide erstmals näher. Sie wollen die Nacht in einem Hotelzimmer verbringen, das jedoch nach einem Rohrbruch im Chaos versinkt. Am Ende finden sich beide auf einer Polizeiwache wieder und die Nacht endet anders als geplant. Bei einem zweiten Halt in Debrecen glaubt Jana, Fred wolle erneut einer Geliebten einen Besuch abstatten, doch kehrt er nur bei einem Freund ein, den auch Jana noch aus Prag kennt. Als Jana das sieht, kommt auch sie aus der Koje des Lasters und sie und Fred verbringen eine Nacht gemeinsam. Die restliche Reise nach Prag verläuft ohne Probleme. Fred wirft sein rotes Büchlein weg und bittet Jana, in Zukunft immer seine Mitfahrerin zu werden, wollte Orje doch sowieso lieber Inlandstrecken fahren.

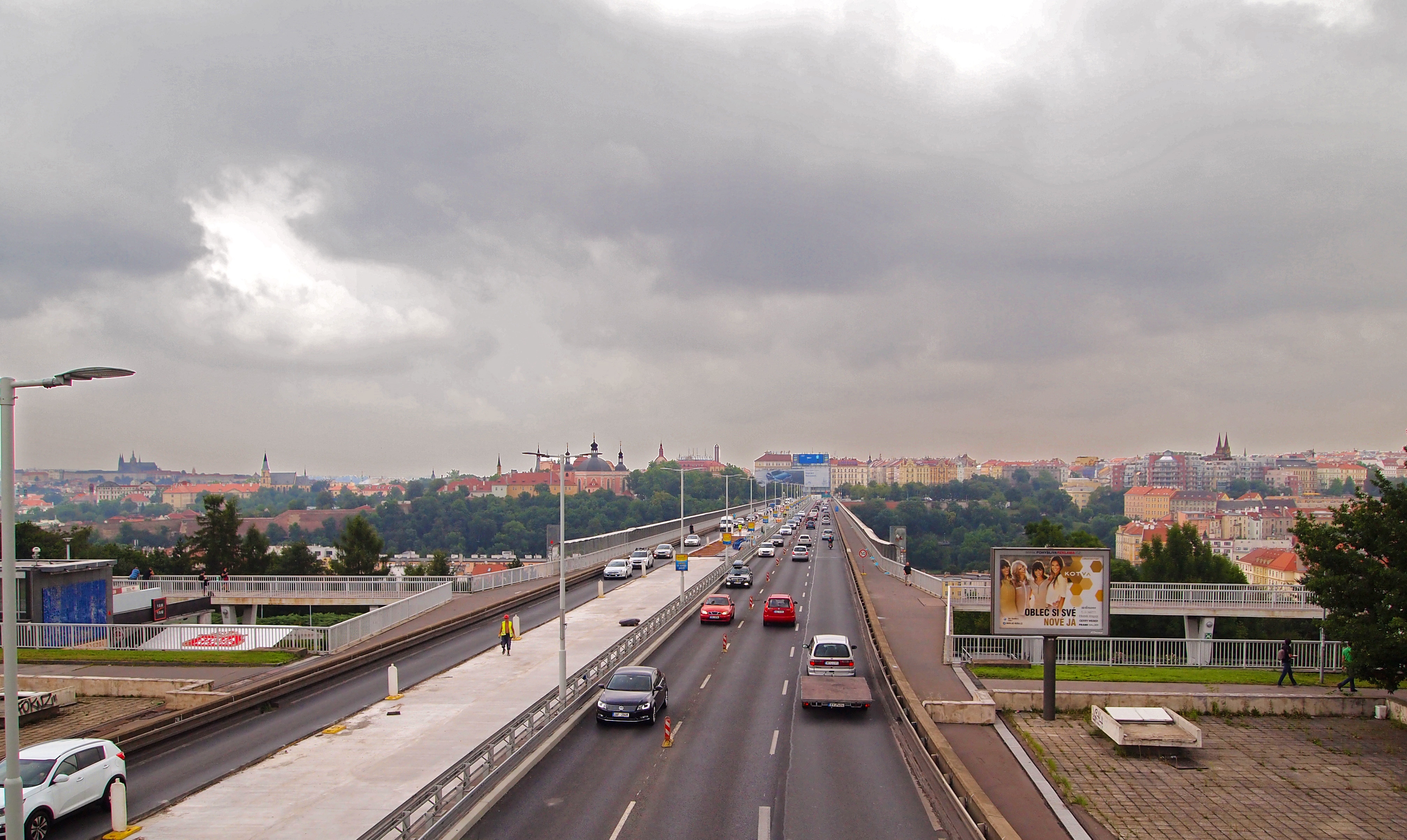
Die neue Nusle-Brücke strahlte 1974 den erwünschten Zukunftsoptimismus aus – heute sind hohe Gitter an der Seite angebracht

### Schlussszene
Das Wegwerfen des roten Büchleins ist gar nicht so leicht und führt zu einer schönen Schlussszene. Fred wirft sinnbildlich sein bisheriges Leben zunächst demonstrativ mitten in Prag aus dem LKW-Fenster. Auf der neuen Nusle-Brücke hält ihn die Polizei an und gibt es ihm überraschend gut gelaunt wieder. Er lässt es erneut achtlos auf den Bürgersteig fallen und bekommt es von einer Frau gebracht. Nun reißt er es in der Mitte durch und wirft es gemeinsam mit Jana in kleinen Schnipseln von der Brücke.

## Produktion
Am Film, der an Originalschauplätzen gedreht wurde, waren die Filmstudios Barrandov in Prag, das Ma-Filmstudio Budapest, das Buftea-Filmstudio Bukarest und das Kino-Center Sofia beteiligt. Wie füttert man einen Esel erlebte am 27. Juni 1974 auf der Schweriner Freilichtbühne seine Premiere.
Im Film treten verschiedene Bands auf, wobei die Gesangseinlagen unabhängig von der Handlung erfolgen und fast Musikvideocharakter besitzen. Die Kritik bemängelte unter anderem, dass die „Auftritte einzelner Rockbands aus osteuropäischen Ländern […] hilflos in die Handlung eingebaut“ wurden. Zu hören und zu sehen sind die Klaus Renft Combo (Aber ich kanns nicht verstehen), Viktor Sodoma und Shut up, Phoenix, Impuls 73 und die Gruppe Illés. Das Titellied schrieb Günther Fischer; gesungen wird es von Manfred Krug.

## Kritik
Die zeitgenössische Kritik befand, dass der Film „eine komische, oft auch schnulzige Geschichte“ sei, deren Handlung „durch allerlei Pannen […] immer wieder flott vorangetrieben“ werde. Der Spaß werde jedoch „nicht in der komischen Polemik gesucht, ebenso steigert sich die Situationskomik nicht“, kritisierte das Neue Deutschland.
Der Filmdienst nannte Wie füttert man einen Esel eine „Liebesgeschichte im Fernfahrermilieu, überwiegend kurzweilig und heiter erzählt, aber oberflächlich in Konfliktgestaltung und Regie.“
Eine „Vorab-Aufführung“ des Films in Anwesenheit von Manfred Krug fand im VEB Spezialbau Potsdam im Mehrzweckgebäude in Bergholz-Rehbrücke statt. Der damalige Direktor für Ökonomie zeigte sich pikiert darüber, dass im Film das flotte Liebesleben des Fernfahrers nicht kritisiert werde. Die Antwort von Manfred Krug: „Wenn im Film die Hauptfiguren Selbstkritik üben, dann sind diese Filme so langweilig wie die Tageszeitungen von Rostock bis Suhl!“